# Demetri McCamey
Demetri McCamey Jr, né le 21 février 1989 à Bellwood dans l'Illinois, est un joueur américain de basket-ball.